# Strumień (gmina)
La gmina de Strumień est une commune urbaine-rurale de la voïvodie de Silésie et du powiat de Cieszyn. Elle s'étend sur 58,4 km2 et comptait 12 057 habitants en 2006. Son siège est la ville de Strumień.

## Villages
Hormis la ville de Strumień, la gmina de Strumień comprend les villages et localités de Bąków, Drogomyśl, Pruchna, Zabłocie et Zbytków.

## Gminy voisines
La gmina de Strumień est voisine des gminy de Chybie, Dębowiec, Goczałkowice-Zdrój, Hażlach, Pawłowice, Pszczyna, Skoczów et Zebrzydowice.